# ホスピス
ホスピス（英: hospita）は、終末期患者の痛みや症状の緩和に焦点を当て、人生の終わりに彼らの感情的および精神的な要求に対処することに焦点を当てた医療の一種である。ラテン語のhospitumに由来し、親切なもてなしや休息の場、病気や疲れた人を保護する場所を意味している 。
ホスピスケアは、痛みや苦しみを軽減することにより、快適さと生活の質（QOL）を優先する。ホスピスケアは、困難な可能性がある、より多くの症状を引き起こす可能性が高い、または患者の目標に沿っていない延命措置に焦点を当てた治療に代わるものでもある。
米国のホスピスケアは、メディケアシステムと他の健康保険会社の慣行によって大きく定義されている。これらの保険は、6か月以内と推定される末期疾患の患者の入院患者または在宅ホスピスケアを対象としている。メディケア、ホスピス給付に基づくホスピスケアでは、病気が通常の経過をたどった場合の余命が6か月未満であると推定する2人の医師による文書が必要となる。ホスピスの特典には、終末期ケアを専門とする集学的治療チームの利用を可能とする機会が含まれ、自宅、長期ケア施設、または病院で利用できる。
米国以外では、この用語は主に、そのようなケアを専門とする特定の建物または機関に関連する傾向がある。このような施設も同様に、ほとんどの場合終末期にケアを提供するが、他の緩和ケアが必要な患者も利用できる場合がある。ホスピスケアには、患者の家族が起こっていることに対処するのを助け、患者を自宅に留めるためのケアと支援を提供するための支援が含まれる。英語の「ホスピス(hospice)」という言葉はフランス語からの借用である。しかし、フランスでは「ホスピス」という言葉は、より一般的には病気や貧困に苦しむ人々をケアする施設を指し、必ずしも緩和的な意味合いを持つわけではない。

## ホスピスの哲学
ホスピスケアの目標は、快適さ、生活の質、個人の希望を優先することである。快適さをどのように定義するかは、各個人、または患者が機能不全の場合は患者の家族による。これには、身体的、感情的、精神的、社会的要求のいずれかあるいはそれら複数の要求に対処することが含まれる。ホスピスケアでは、患者主導の目標が不可欠であり、ケア全体に織り込まれている。ホスピスは通常、病気の診断や治癒を目的とした治療を行わないが、死を早める治療も行わない。代わりに、ホスピスは痛みや症状を緩和する緩和ケアに重点を置いている。

## 歴史的展望

### 初期のホスピス
「ホスピス」という言葉は、ラテン語の hospitumに由来し、病人や疲労した人のための歓待や休息と保護の場を意味している。
歴史家は、最初のホスピスは1065年頃にマルタで始まり、聖地を行き来する途中で病気や死にゆく人の世話をすることに従事したと考えている。1090年代のヨーロッパ十字軍運動の台頭により、不治の病の患者は治療専用の場所に移された。その意味で「巡礼者の宿」ともいわれる。14世紀初頭、聖ヨハネ騎士団により、ロードス島に最初のホスピスが開設された。
ホスピスは、中世には栄えたが、宗教的な騎士団が枝分かれしていくに連れて衰退していった。ホスピスは17世紀にフランスで聖ビンセンシオ・ア・パウロの愛徳姉妹会によって復活した。フランスでは、ホスピス分野での発展が続いた。1843年にはジャンヌ・ガルニエによってアソシエーション・デ・ダム・デュ・カルヴェールのホスピスが開かれた。その後1900年にはさらに6か所のホスピスが誕生した。
一方、他の地域でも、ホスピスは広がっていった。イギリスでは、19世紀の半ば終末期の疾患の必要に注意が向けられるようになり、ランセットやブリティッシュ・メディカル・ジャーナルは、良いケアや衛生状態により終末期の疾患の改善の必要性を指摘した。そこで不十分な施設を是正するための措置が講じられ、ロンドンにフリーデンハイムが開設され、1892年までに結核で死の床にある患者のために35のベッドが提供された。1905年までに、さらにロイヤル・トリニティ・ホスピスを含め4つのホスピスがロンドンに設立された。ロイヤル・トリニティ・ホスピスは、1891年に聖公会（英国国教会）の姉妹団のマザーであるクララ・マリア・ホールによって設立され、1896年にイースト・グリンステッドのセント・マーガレット協会に引き継がれた。オーストラリアでも、アデレードの不治の病の人たちのホームこと、ジュリア・ファーセンター（Julia Farr Centre、1879年）、平和のホーム（1902年）、シドニーの死にゆく人のための平和の英国国教会のホーム（1907年）など著名なホスピスがあり、活発なホスピス運動が展開されている。ニューヨーク市では1899年に、不治のがんの救済のための召使いがセント・ローズ・ホスピスを開設し、すぐに他の都市の6か所に拡大した。ホスピスの初期の発展において、より影響力の大きかったのは、アイルランド、ダブリンのハロルド・クロスにメアリ・エイケンヘッド創立のアイルランド慈善修道女会が1879年にもうけた聖母のホスピスである。このホスピスは1845年から1945年までの間に、結核やがんで亡くなった人2万人をケアした。
慈善修道女会はその活動を国際的に拡大し、1890年にシドニーで死にゆく患者のためのに聖心ホスピスを開設、続いて1930年代にはメルボルンとニューサウスウェールズにもホスピスを開設した。1905年、慈善修道女会は、ロンドンにセント・ジョセフ・ホスピスを開設した。

### ホスピス運動

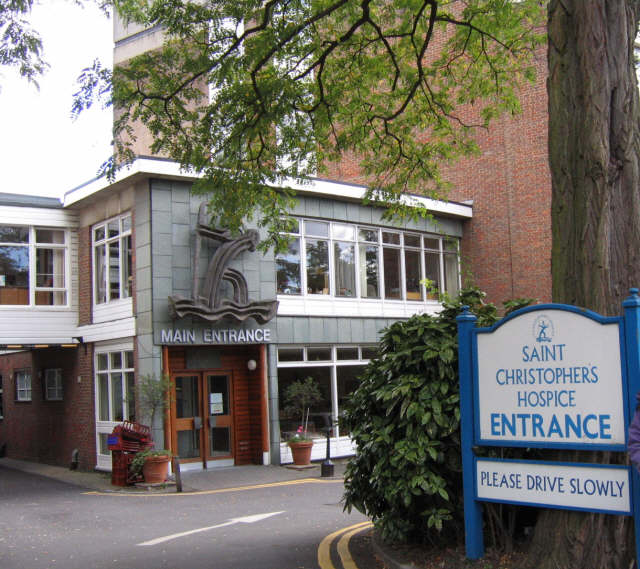
セント・クリストファー・ホスピス 2005年

西洋社会において、ホスピスの概念は11世紀にヨーロッパで発展し始めた。ローマカトリックの伝統では、ホスピスは、旅行者や巡礼のためだけでなく、病人や負傷者、死にゆく人たちを歓待する（ホスピタリティ）場所であった。病気のホスピタリティの場所、負傷、または死ぬだけでなく、旅行者や巡礼者のためであった。現代のホスピスの概念には、在宅ケアに加えて、病院や老人ホームなどの施設での不治の病人のための緩和ケアが含まれている。最初の現代的なホスピスケアは、1967年にデイム・シシリー・ソンダースによって作られた。ソンダースは英国の正看護師であり、慢性的な健康問題（腰痛）により、医療ソーシャルワークの職を追求することを余儀なくされた。彼女が瀕死のポーランド人難民と築いた関係は、末期患者が恐怖や懸念に対処するのに役立つ思いやりのあるケアと、身体的症状の緩和的な快適さを必要とするという彼女の考えを固めるのに役立った。
難民の死後、ソンダースは死を待つ貧しい人々のためのセント・ルカの家でボランティアを始めた。そこで医師は、医師としてなら末期患者の治療に最も影響を与えることができると彼女に語った。サンダースはセント・ジョセフ病院でボランティア活動を続けながら医学部に入学した。1957年に学位を取得したとき、彼女はそこで医師の職を得た。
サンダースは、病気ではなく患者に焦点を当てることを強調し、身体的不快感だけでなく心理的および精神的不快感を含む「全体的な痛み」の概念を導入した。彼女は、身体的苦痛を制御するためにオピオイドを実験的に使用した。彼女はまた、患者の家族の要求を考慮した。彼女は、セント・ジョセフで現代のホスピスケアの多くの基本原則を開発した。何年にもわたって、これらのセンターはより一般的になり、1970年代からは、人々が最期の日々を過ごす場所となった。
彼女は1963年に始まった一連の米国ツアーで彼女の哲学を国際的に広めた。1967年、サンダースはセント・クリストファー・ホスピスを開設した。サンダースがアメリカで講演するのを聞いていたイェール看護学校の学部長フローレンス・ウォルドは、1969年にサンダースと一緒に1か月を過ごした後、現代のホスピスケアの原則をアメリカに戻し、1971年にホスピス社 (Hospice, Inc.) を設立した。米国でのまた別の初期のホスピス・プログラムであるアライブ・ホスピス (Alive Hospice) は、1975年11月14日にテネシー州ナッシュビルで設立された。
1977年までに国立ホスピス機構が設立され、1979年までにアン・G・ブルーズが会長に選出され、ホスピスケアの原則が取り上げられた 。サンダースが彼女の理論を広め、ホスピスを開発していたのとほぼ同じ時期に、1965年、スイスの精神科医エリザベス・キューブラー・ロスは終末期疾患への社会的対応を検討し始めた。彼女のアメリカ人の夫が内科医として勤務していたシカゴ大学病院でのそれを不適切に感じたためである。彼女の1969年のベストセラーである『死ぬ瞬間』は、終末期疾患に対する医療専門家の対応に影響を与えた。サンダースとその他の死生学の先駆者たちは、終末期の患者たちが利用できるケアの種類に注意を向けるのに役立った。
1984年、米国ホスピス・緩和医療学会（AAHPM）の設立に尽力し、米国国立ホスピス機構の初代事務局長を務めたジョセフィーナ・マグノは、国際ホスピス研究所を創設した。この研究所は、1996年に国際的なホスピス研究所・大学となり、後に国際ホスピス・緩和ケア協会 (IAHPC) になった。IAHPCは、各国が独自の資源と条件に基づいて緩和ケアモデルを開発すべきであるという信念に依っている。IAHPC創設メンバーのデレク・ドイルは2003年にブリティッシュ・メディカル・ジャーナルに、マグノが「100か国以上で設立された8000以上のホスピスと緩和サービス」を見たと語った。緩和ケアとホスピスケアの基準は、オーストラリア、カナダ、ハンガリー、イタリア、日本、モルドバ、ノルウェー、ポーランド、ルーマニア、スペイン、スイス、英国、米国などで開発されている。

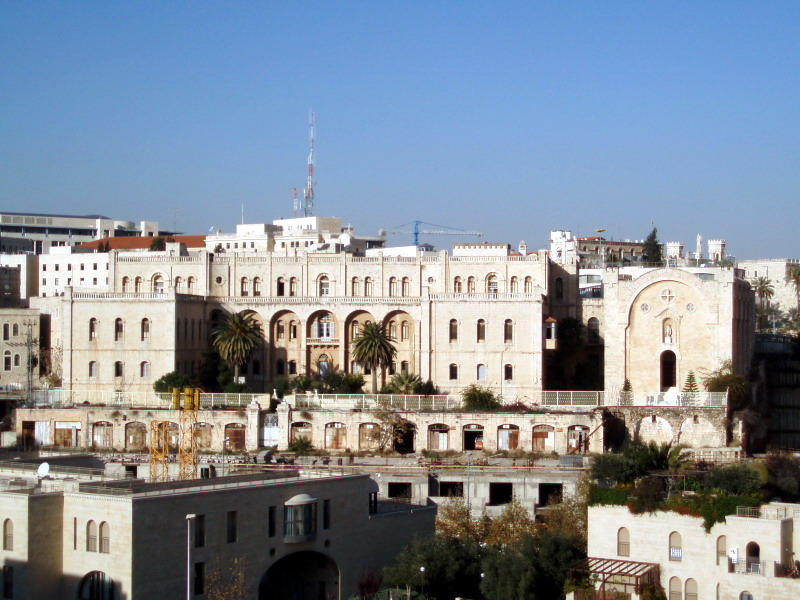
ホスピス・サン・ヴァンサン・ド・ポール、エルサレム

2006年、米国に本拠を置くNational Hospice and Palliative Care Organization (NHPCO) と英国のHelp the Hospicesは、世界的な緩和ケアの実践に関する独立した国際研究を共同で委託した。彼らの調査によると、世界の15%の国が主要な医療機関に統合された広範な緩和ケアサービスを提供し、さらに35%が何らかの形で緩和ケアサービスを提供し、場合によっては局所的または限定的であることが判明した。2009年の時点で、推定10,000のプログラムが国際的に緩和ケアを提供しているが、ホスピスという用語はそのようなサービスを表すために常に使用されているわけではない。
ホスピスケアでは、主な保護者は家族介護者と定期的に訪問するホスピス看護師/チームである。ホスピスは、老人ホーム、ホスピスの建物、時には病院で管理でききる。しかし、それは家庭で最も一般的に実践されていることである。ホスピスケアは、6か月以内に死亡が予想される末期患者を対象としている。

## 各国のホスピス事情
ホスピスは、医師、世間一般で死について表立って語ることへの専門的な抵抗や文化的タブー、なじみのない医療技術への不快感、および末期症状に対する専門家の冷淡さに直面した。それにもかかわらず、運動は世界中に広がっている。

### アフリカ
サブサハラアフリカでの最初のホスピスは、1980年にジンバブエのハラレ（ソールズベリー）で開設された。医学界の懐疑論にもかかわらず、ホスピス運動は広がり、1987年には南アフリカのホスピス緩和ケア協会が結成された。1990年、ナイロビホスピスがケニアのナイロビに開設された。
プログラムは英国モデルを採用しているが、在宅支援を強調している。
1990年代初頭にケニアでホスピスが設立された後、緩和ケアは全国に広がった。ナイロビホスピスの代表者が委員会に参加し、保健省の保健セクター戦略計画を策定し、保健省と協力して子宮頸がんの緩和ケアガイドラインの策定を支援している。ケニアの政府は、ナイロビホスピスに土地を寄付し、その看護師のいくつかに経済的支援を提供することで、ホスピスを支えている。
南アフリカでは、ホスピスサービスが広く普及しており、多様なコミュニティ（孤児やホームレスを含む）に焦点を当てており、さまざまな環境（入院、デイケア、在宅ケアを含む）で提供されている。2003年から2004年の南アフリカのホスピス患者の半数以上がエイズと診断され、残りの大部分は癌と診断された。緩和ケアは、南アフリカのホスピス緩和ケア協会と、大統領のエイズ救済緊急計画によって部分的に資金提供されている国家プログラムによって支援されている。アン・メリマンによって設立されたホスピスアフリカ・ウガンダ（HAU）は、1993年ヌサンビア病院 (Nsambya Hospital) によってその目的のために貸し出されたベットが2つしかない家でその活動を開始した。HAUはその後、カンパラのマキンダイに拠点を拡大し、1998年1月からモバイルホスピス・ムバララが路傍の診療所でホスピスサービスを提供している。
同年6月、リトルホスピス・ホイマがオープンした。マケレレ大学は緩和ケアの遠隔卒業証書を提供しているため、ウガンダのホスピスケアは地域のボランティアや専門家によって支援されている。ウガンダ政府は、HAUの看護師と臨床医がモルヒネを処方できるようにする緩和ケアの戦略的計画を発表した。

### 北アメリカ

#### カナダ
「緩和ケア」という用語を最初に使い始めたカナダの医師バルフォア・マウントは、医学研究と、主に病院での緩和ケアに焦点を当てたカナダのホスピス運動の先駆者である
エリザベス・キューブラー＝ロスの著作を読んだ後、マウントはモントリオールのロイヤルビクトリア病院で末期症状の経験を研究した。彼がそれを呼んだように、彼が見つけた「異常な不十分さ」は、彼がセント・クリストファー・ホスピスでシシリー・ソンダースと一週間過ごしてみる決心を促した。マウントは、サンダースのモデルをカナダに適応させることを決心した。
医療費の違いを考慮して、彼は病院ベースのアプローチがより手頃な価格であると判断し、1975年1月にロイヤルビクトリア病院に専門病棟を設立した。カナダでは公用語に英語とフランス語があるが、「ホスピス」という単語既にフランス語では、「ナーシングホーム」（特別養護老人ホーム）を指すものとして使われているため、マウントは、「緩和ケア病棟」 (palliative care ward) という表現を提案した。その後、1970年代から1980年代にかけて、カナダ全土で数百の緩和ケアプログラムが実施されるようになった。
しかし、2004年の時点で、カナダホスピス緩和ケア協会（CHPCA）によると、ホスピス緩和ケアはカナダ人の5 - 15％しか利用しておらず、政府の資金は減少している。当時、カナダ人はますます在宅で死にたいという願望を表明していたが、カナダの10の州のうち2つだけで、在宅医療のための投薬費用の補償を提供されていた。緩和ケアを中核的な医療サービスとして指定したのは10人中4人だけだった。当時、緩和ケアは看護学校、看護学部では広く教えられておらず、医師会でも広く認定されていなかった。カナダ全土にサービスを提供したのは、175人の専門緩和ケア医師しかいなかった。

#### アメリカ合衆国
米国のホスピスは、一人で、孤立して、または病院で亡くなった人々のケアを改善するためのボランティア主導の運動から、ヘルスケアシステムの重要な部分へと成長した。2010年には、推定1581万人の患者がホスピスサービスを受けている。ホスピスは、医薬品、医療機器、週24時間/7日のケアへのアクセス、および死亡後の遺族への支援を含む唯一のメディケア給付になっている。ホスピスケアは、メディケイドとほとんどの民間保険プランで対象となっている。ほとんどのホスピスケアは、在宅で行われている。ホスピスケアは、自宅のようなホスピスレジデンス、ナーシングホーム、生活支援施設、退役軍人施設、病院、刑務所の人々が利用することができる。イェール大学看護学部長のフローレンス・ワルドは、1974年にコネチカット州ニューヘブンに米国で最初のホスピスの1つを設立した。
米国で開発された最初の病院ベースの緩和ケア相談サービスはウェイン州立大学医学部で、1985年にデトロイト・リセイビング病院においてであった。米国を拠点とする最初の緩和医療およびホスピスサービスプログラムは、1987年にオハイオ州クリーブランドのクリーブランドクリニックがんセンターでデクランウォルシュによって開始された。 このプログラムは、ハリーR・ホルビッツ緩和医療センターへと発展した。これは、国際保健機構の国際的なデモンストレーションプロジェクトであり、腫瘍学と緩和ケアの統合センターとして欧州臨床腫瘍学会によって認定されたものである。これに他のプログラムも追従した。ウィスコンシン医科大学での最も注目すべき緩和ケアプログラム（1993年）、疼痛緩和ケアサービス、メモリアルスローンケタリングがんセンター（1996年）; リリアンとベンジャミンヘルツバーグ緩和ケア研究所、マウントサイナイ医科大学（1997年）である。1982年に議会はメディケアのホスピス給付の創設を開始し、それは1986年に恒久的なものになった。1993年に、ビル・クリントン大統領は保証された給付と医療ケア提供の承認済みの構成要素としてホスピスを設置した。[ 2017年の時点で、149万人のメディケア受給者が1日以上ホスピスケアに登録されており、これは前年度から4.5%増加している。2014年以降、ホスピスケアの受益者を特定するアジア人とヒスパニック人はそれぞれ32%と21%増加した。

### イギリス

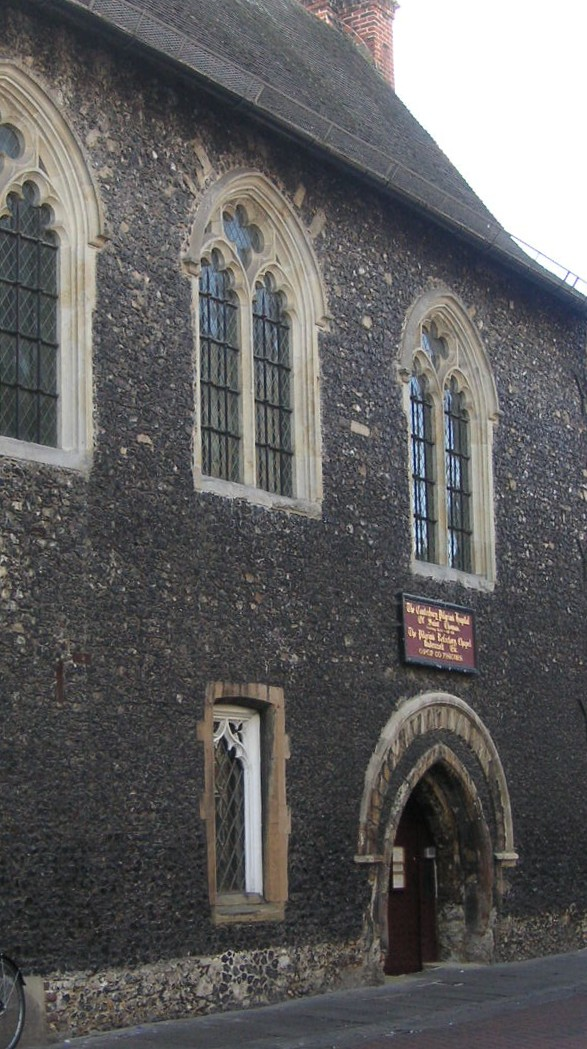
カンタベリーのセント・トーマスホスピス

イギリスで最初に開設されたホスピスは、ホーア準男爵の主導による1891年、クラパムのロイヤル・トリニティホスピスだった。半世紀以上の後、1967年にデイムシシリー・ソンダースがセント・クリストファー・ホスピスを開設した後、ホスピス運動が発展し、最初の近代的なホスピスと広く見なされるようになった。英国のHelp the Hospicesによると、2011年の英国のホスピスサービスは、3,175床の成人用の入院ユニットが220、334床のこども用の入院ユニットが42、在宅ケアサービスが288、在宅ホスピスが127、デイケアサービスが272、さらに病院サポートサービスが343から構成されている。これらのサービスは合わせて2003年から2004年にかけた25万人以上の患者を支援してきた。資金は国民保健サービスによる100%の資金から慈善団体によるほぼ100%の資金までさまざまであるが、サービスは常に患者に無料で提供される。英国の緩和ケアは、「包括的な国の政策、国民保健サービスへの緩和ケアの広範な統合、強力なホスピス運動、およびこの問題に関する深いコミュニティの関与により」、世界で最高にランク付けされている。
2006年の時点で、イングランドとウェールズでの全死亡者数の約4%がホスピス環境で亡くなっている（約20,000人の患者）。さらに多くの患者がホスピスで過ごしたか、ホスピスベースのサポートサービスによって助けられたが、他の場所で死亡している。
ホスピスはまた、ホスピス運動に対する経済的価値が1億1,200万ポンドを超えると推定されている。英国の10万人を超える人々にボランティアの機会を提供している。

### エジプト
「終末期の緩和ケアのグローバルアトラス」によると、終末期に緩和ケアを必要としている成人の78%と子供の98%が低中所得国に住んでいる。それにもかかわらず、エジプトのホスピスと緩和ケアの提供は限られており、人口の規模に比べてまばらにしか利用されていない。これらのサービスの開発に対するいくつかの障害には、一般の認識の欠如、オピオイドの利用可能性の制限、および全国的なホスピスと緩和ケアの開発計画の欠如が含まれている。
過去10年間になされた主な取り組みは、2010年に個人によってなされた。それは、主に在宅でのホスピスサービスを提供する初めてのNGO組織の登場であった。2008年、カイロ大学における緩和医療ユニットの開始とアレクサンドリアにおける入院緩和ケア病棟がそれである。在宅ケアと独立型ホスピスの両方のモデルは世界的に存在するが、エジプトでは患者とその家族が自宅で死ぬという文化的および社会的好みにより、在宅ホスピスと緩和ケアの開発に焦点を当てる傾向がある。

### イスラエル
イスラエルで最初のホスピスユニットは1983年に開設された。 20年以上の後、2016年の調査によると、イスラエルの一般市民の4%％は、医師の70%が緩和の原則に従って患者を治療するスキルを持っているといっているにもかかわらず、そんなことを聞いたことがないと言っている。

### 日本のホスピス
日本で最初のホスピス・ケアを提供する病床は、大阪の淀川キリスト教病院に設けられた。当時のホスピス長、柏木哲夫の功績によるものである。この病院での実質的なホスピス・ケアは、1973年から始められた。独立した病棟としてのホスピスは、1981年の長谷川保による聖隷三方原病院（浜松市）の末期がん患者などのためのホスピス（緩和ケア病棟）開設が日本で最初である。両病院は1990年4月25日に日本で初めて緩和ケア病棟として承認を受けている。日本で、完全独立型のホスピスとして初めて完成したのは日本財団（笹川陽平会長）などの支援を受けて設立されたピースハウス病院（日野原記念ピースハウス病院と改名、2015年3月営業を停止、2016年4月から再開）である（1993年）。従来、ホスピスの開設は主に民間の医療機関等が行ってきたが、公的な機関も開設に乗り出すようになっている。日本で最初の国立のホスピスが、1987年に千葉県の国立療養所松戸病院（現在の国立がん研究センター東病院の前身、1992年に千葉県柏市へ移転）に開設され、その後、全国各地の国公立病院にホスピス開設の動きが広がっている。
がんおよびAIDS等により治癒が難しくなった患者を対象としている。入院費は公的医療保険が適用され、高額療養費制度も受けられる。設置基準で病室の半数は無差額でなければならないと定められている。

### その他の国々
オーストラリアのホスピスケアは、ロンドンでのセントクリストファーズの開業より79年前に始まる。アイルランド慈善修道女会がシドニー（1889年）とメルボルン（1938年）にホスピスを開設したことによる。ニュージーランドで最初のホスピスは1979年に開設された。ホスピスケアは1970年代半ばにポーランドに導入された。日本は2006年7月で公式には160か所のホスピスを設置していることになっているが、その最初のものは1981年に開設されている。
インドで開かれた初のホスピス、シャンティ・アヴェドナアシュラムは、1986年にボンベイで開設された。
北欧諸国での最初のホスピスは、1988年、フィンランドのタンペレで開設されたビルカンマーン(Pirkanmaan)・ホスピスである。中国の最初の近代的な独立ホスピスは、1988年に上海で開設された。台湾で最初のホスピスユニットは1990年に開設されたが、台湾ではホスピスという言葉は、「安息的なケア」を意味している。香港で最初の独立型ホスピスは1992年の開設である。ホスピスという用語は、中国語では「良き終末のためのサービス」と訳されている。国際ホスピス研究所は1984年に設立された。

#### 世界ホスピスと緩和ケアの日
2006年、最初の世界ホスピスと緩和ケアの日が、世界中のホスピスと緩和ケアの発展を支援するホスピスと緩和ケアの全国および地域組織のネットワークである世界緩和ケア連盟によって開催された。イベントは毎年10月の第2土曜日に開催されることになっている。

### 在宅医療でのホスピス
在宅医療の場でのホスピスの仕事をする看護師は、痛みを和らげ、患者と患者の家族を総合的に支援することを目指している。患者は、生存期間が6か月未満の場合、またはケアの焦点を治癒的ケアから快適なケアに移したい場合にホスピスケアを受けることができる。ホスピスケアの目標は、在宅死亡が必ずしも最良の結果をもたらすとは限らないことを理解し、患者と家族の両方の要求を満たすことである。メディケアはホスピス治療のすべての費用を負担している。
ホスピス訪問看護師は、身体的ケアと心理社会的ケアの両方に熟練している必要がある。ほとんどの看護師は、医師、ソーシャルワーカー、そして場合によってはスピリチュアル・ケアカウンセラー（宗教的なカウンセラー、往々にして聖職者がこれに当たることが多い）を含むチームと協力して働いている。看護師の義務のいくつかは、家族を安心させること、そして適切な痛みの制御を確実にすることを含んでいる。看護師は患者と家族に無痛死の可能性があることを説明する必要があり、この場合は定期的なオピオイド鎮痛薬が適切である。看護師は、投薬が適切であることを確認するために医療提供者と緊密に協力する必要があり、寛容の場合には、投薬量が引き上げられます。看護師は文化の違いやニーズを認識し、それらを満たすことを目指す必要がある。看護師はまた、死後の家族を支援し、家族を死別サービスにつなぐことになる。

## ホスピスの種類
一般的に、ホスピスを分類するとすれば以下の5種類ほどに分類できる。
病院内病棟型
病院内でホスピスを行う病棟あるいは、階を定めて行うもの。
病院内独立型
完全独立型
ホスピスのみを行う施設 他の診療科を持たないため、緩和医療以外の具体的な治療を行わない。
病院内緩和ケアチーム
病院内に緩和医療を行うための専門家を用意し、患者からの依頼などによって主治医とは別に、緩和医療を行う。
在宅ホスピス

## ホスピスとボランティア
ホスピス・ケアには医師や看護師・薬剤師だけでなく、歯科衛生士・作業療法士などの医療職や医療ソーシャルワーカー・ヘルパーなどの福祉職と、スピリチュアルケアを担当する宗教家、例えばキリスト教系の病院ではチャプレンなどの多くの職種がチームを組んで関わる。そのチームの中にはボランティアも含まれる。
ボランティアの活動は多岐にわたり、行事の手伝い・散歩の付き添い・お茶配り・庭園整備・話し相手・買い物・運営募金集めのバザー活動など資格がなくてもできることが主体となる。活動の主は雑用的なことであるが、専門職が患者のケアに注力できるようにホスピス全体を下支えすることも、最終的には患者のためになるという意識のもとに活動しているボランティアも多い。
医療知識や接遇などの専門的なトレーニングを受けた後に病棟内で活動することが一般的である。医療側でもなく患者側でもない存在が、時には患者にとって安らげる存在となることもある。
日本で唯一のホスピスボランティアを専門に行う学生サークル「マナの会」が聖隷クリストファー大学にあり、看護学生が中心となり聖隷三方原病院にて週末に活動を行っている。

## ホスピスを舞台にした映画
- 病は気から 病院へ行こう2 （1992年）
- 病院で死ぬということ（1993年）
- 象の背中（2007年）
- Netflixは、2018年のアカデミー賞ノミネート[71]された短編ドキュメンタリー『エンドゲーム』（2018年）[72]で、サンフランシスコの病院と禅のホスピスプロジェクトで末期患者と緩和ケアの医師B・ミラーとその他の緩和ケアスタッフたちの仕事を取り上げた。この映画は、ホスピスと緩和ケア活動家ショーシャ・R・ウンガーライダーにより制作されたものである[73]。

## 推薦文献
- 岡村昭彦『ホスピスへの遠い道』岡村昭彦集6 筑摩書房　1987年
- サンドル・ストダート『ホスピス病棟から』時事通信社 1994年
- 小原信『ホスピス いのちと癒しの倫理学』ちくま新書 1999年
- 柏木哲夫『死を看取る医学―ホスピスの現場から』日本放送出版会　1997年
- 内藤いづみ『笑顔で「さよなら」を　～在宅ホスピス医の日記から～』ベストセラーズ、2002年12月、ISBN 978-4-584-18712-8